# Fjallavatn
Fjallavatn est un lac aux îles Féroé, il se situe dans le nord de l'île de Vágar il est partagé entre les municipalités de Miðvágs et de Sørvágs. Sa taille est d'environ 1 km2, il est donc le 2e lac le plus grand de l'archipel derrière Sørvágsvatn. Le nom signifie lac de la montagne et vient des mots féroïens Fjalla qui signifie montagne et de vatn qui veut dire lac.